# Dél-amerikai országok zászlóinak képtára
Ez a galéria Dél-Amerika országainak és dél-amerikai tagállamokkal rendelkező nemzetközi szervezetek zászlóit mutatja be.

## Nemzetközi

Portugál Nyelvű Országok Közössége zászlaja
Francia Közösség zászlaja
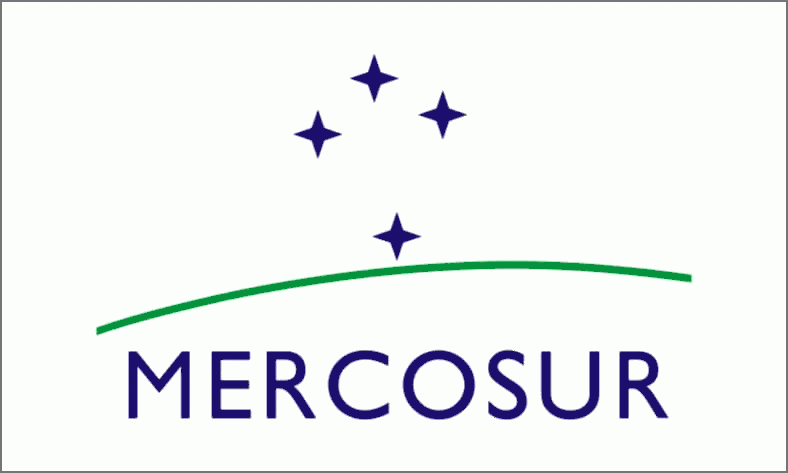
MERCOSUR zászlaja
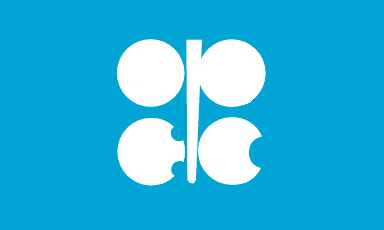
OPEC zászlaja
ENSZ zászlaja

## Kontinentális

Argentína zászlaja
Bolívia zászlaja
Brazília zászlaja Lásd még: Brazil államok zászlóinak képtára
Chile zászlaja
Ecuador zászlaja
Falkland-szigetek zászlaja (Nagy-Britannia)
Guyana zászlaja
Kolumbia zászlaja
Paraguay zászlaja
Peru zászlaja
Déli-Georgia és Déli-Sandwich-szigetek (Nagy-Britannia)
Suriname zászlaja
Uruguay zászlaja
Venezuela zászlaja

## Karibi

Aruba zászlaja
Bonaire zászlaja
Curaçao zászlaja
Holland Antillák zászlaja (2010-ben felbomlott)
Saba zászlaja
Sint Eustatius zászlaja
Sint Maarten zászlaja
Trinidad és Tobago zászlaja

## Közép-Amerikai

Panama zászlaja